# Iluminación altomedieval española

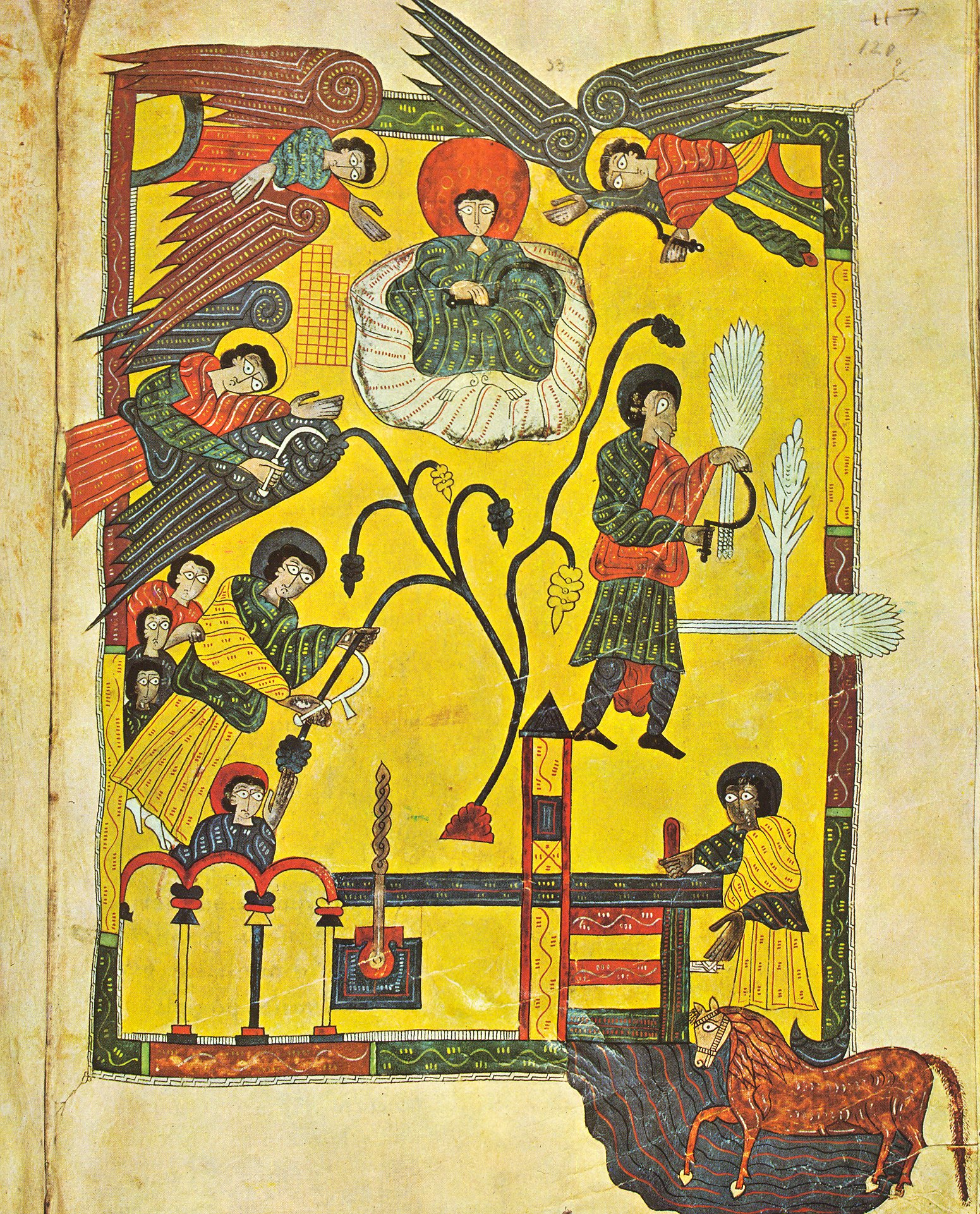
Beato del Escorial, vendimias y vendimias escatológicas, Apocalipsis XIV, hacia 950

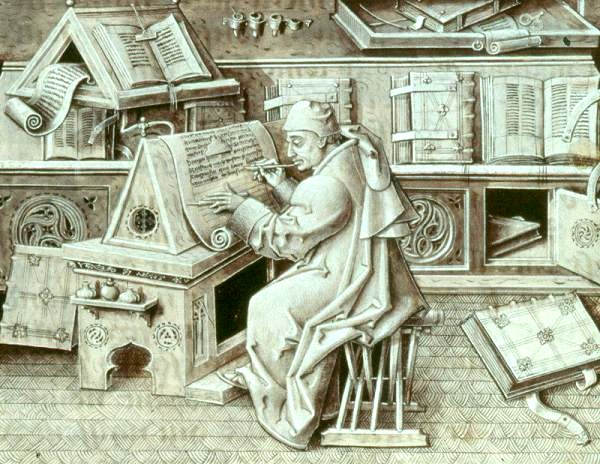
Scriptorium medieval

La iluminación española altomedieval fue el arte miniado utilizado en la decoración de libros desarrollado en los reinos de la península ibérica desde el siglo VIII d. C. al XI. El espacio peninsular está marcado por la ocupación musulmana a partir del 711, que tiende a aislarlo del resto de Europa. En las regiones que permanecieron cristianas, el reino de Asturias y luego en el reino de León, se desarrolló un arte original en sus monasterios donde se fueron mezclando influencias visigodas, carolingias y también moriscas.

## Orígenes
Antes del siglo X, los manuscritos iluminados de la península ibérica son extremadamente raros. Se puede hablar principalmente de tres orígenes, cada uno de los cuales contribuyó a la formación del estilo original desarrollado posteriormente.

### Manuscritos visigóticos

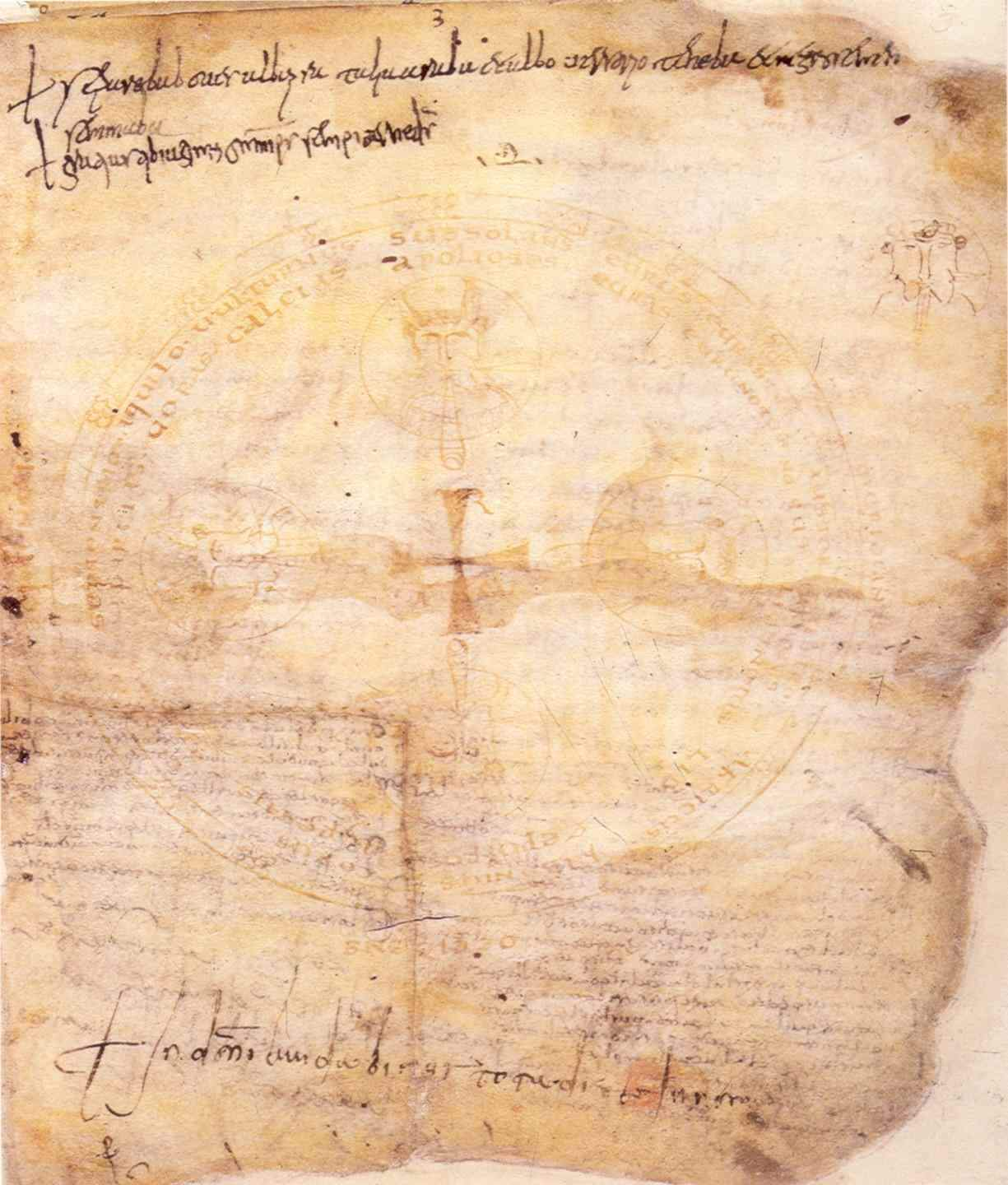
Libellus orationum, Biblioteca capitular de Verona, rosa de los vientos, fol. 3r.

La cultura visigótica corresponde a un período comprendido entre la llegada de los visigodos a la península ibérica durante V, tras la caída del Imperio romano de Occidente, hasta la caída del reino visigodo en el 711, con la invasión musulmana. Es una cultura donde prevalece el legado hispanorromano que se perpetuó e incluso floreció plenamente durante el período frente a una aportación visigoda desconocida o indeterminada. Muchos manuscritos producidos durante este período, proceden de varios centros como Mérida, Toledo, Zaragoza o Sevilla. En esta última ciudad es donde se encuentra uno de los intelectuales más relevantes de la época en la figura de Isidoro de Sevilla, autor de las Etimologías. 
A pesar de todo, se conserva una única decoración figurativa en un manuscrito de este período, una rosa de los vientos, presente en una colección de oraciones actualmente conservado en la biblioteca capitular de la Catedral de Verona aunque originaria de Tarragona. Esta decoración está inspirada en un motivo antiguo aquí cristianizado por la presencia de la cruz. Las otras iluminaciones de manuscritos visigodos que aún se conservan se limitan a pequeñas iniciales, a veces en color. 
Por lo demás, sólo se puede adivinar el tipo de decoraciones que podrían existir a partir de manuscritos copiados de modelos visigodos. La influencia más visible en los manuscritos de los períodos siguientes está especialmente presente en la escritura: el visigodo minúsculo, creado en ese momento, se siguió utilizando en los scriptoria monásticos españoles hasta XII.

### Manuscritos asturianos

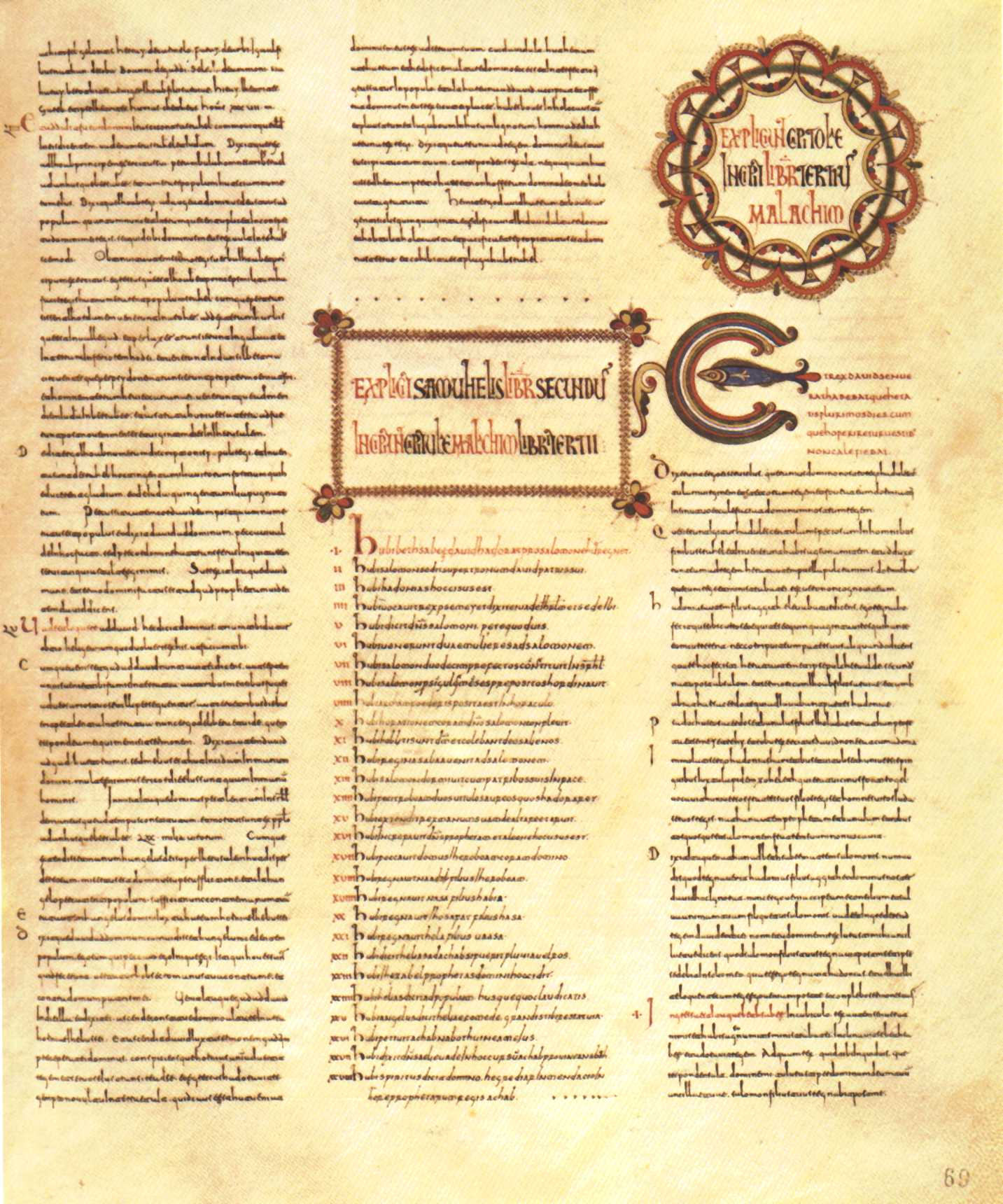
Biblia La Cava, f.69r.

Mientras que los centros más activos del arte visigodo posiblemente se encontraban en el sur, a partir de 711 el arte cristiano ahora se limitaba al norte del país, y más específicamente al Reino de Asturias, Reino de Pamplona y condados catalanes. Si bien la situación geográfica de estos dos últimos facilitó estrechos vínculos con el resto de Europa, en Asturias se desarrolló un arte más genuino y original, sin relación directa con la cultura visigoda. Fue en este reino donde el monje Beato de Liébana escribió su Comentario al Apocalipsis de San Juan en un manuscrito entonces ya ricamente ilustrado cuyo original está actualmente desaparecido. Este texto, y sus decoraciones, gozaron posteriormente de gran prosperidad en los manuscritos de los siglos siguientes en España.
Entre los manuscritos conservados de este período, se encuentran algunos manuscritos modestamente iluminados, con iniciales, marcos, cruces -típicos del arte asturiano- así como composiciones laberínticas que suelen contener el nombre del patrocinador del manuscrito. El manuscrito asturiano más famoso de este período es la Biblia de Danila, actualmente conservada en la Abadía de Cava en Italia y data del siglo IX Está decorado con cruces, escritura y fondos coloreados y dorados, títulos enmarcados e iniciales zoomorfas. Estas decoraciones parecen provenir en parte del arte traído por los árabes a la península. En varios manuscritos del mismo origen se encuentran motivos de inspiración cúfica. Las figuras pequeñas también tienen un ojo alargado en forma de lágrima, en el modelo andaluz. Si estos motivos tienen una influencia moderada para el período siguiente, los manuscritos asturianos marcan sobre todo el comienzo de un renovado interés por la iluminación en las regiones hispanas que han permanecido en la tradición cristiana.

### Manuscritos mozárabes

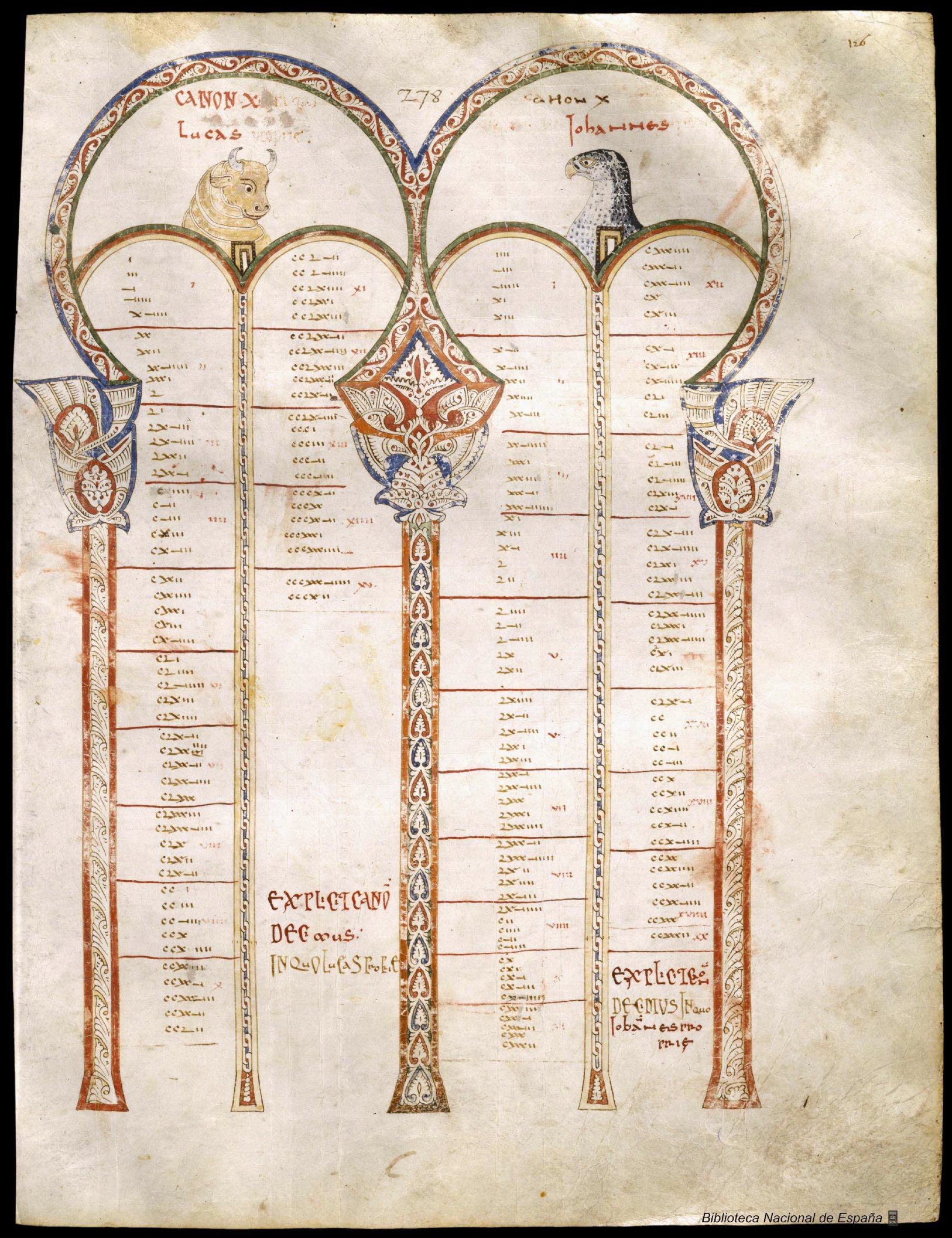
Biblia hispalense, Sevilla,, Biblioteca Nacional de España.

El arte mozárabe hace referencia al arte practicado por los cristianos en la tierra del Islam en la península ibérica también llamada Al-Ándalus. Sin embargo, los manuscritos islámicos o decorados en el territorio de al-Ándalus en este momento desde VIII 8 hasta principios X 10 siglo están muy poco conservados y por lo tanto muy poco conocidos. Parece probable que la decoración de los Coranes de este período se limitara a iluminaciones geométricas que enmarcaban los títulos de las suras, por ejemplo. Solo un manuscrito sobreviviente ejecutado por cristianos mozárabes contiene iluminaciones. Se trata de una Biblia sevillana también llamada biblia hispalense, que data de finales del IX y complementado con miniaturas que representan a tres profetas a finales del X Toda su decoración, realizada a base de iniciales zoomorfas y frisos que enmarcan títulos, es de inspiración musulmana, incluyendo incluso menciones en escritura árabe. El modelo de las representaciones de los profetas es más difícil de determinar por falta de referencias contemporáneas. Según John W. Williams, este manuscrito no parece poder demostrar que el arte mozárabe estaría en el origen de la iluminación que será corriente en el período siguiente en el norte de España. El arte mozárabe no parece haber influido en el abundante uso de colores vivos que vemos aparecer en la época en el norte del país.

## La edad dorada de la iluminación leonesa
El inicio de la reconquista de las tierras cedidas a los moros se inició en el VIII, pero fueron sobre todo las campañas dirigidas por Alfonso III de Asturias (848-910) las que permitieron ocupar un territorio mucho mayor. Sus conquistas se extienden en particular a todo el territorio actual de la provincia de León, que se convierte en la nueva capital, formando así el reino del mismo nombre . Estos nuevos territorios, muy despoblados, son objeto de una recolonización que se confía en particular a varios monasterios. Los escribas e iluminadores de estos establecimientos monásticos participaron en la creación de un nuevo estilo de pintura manuscrita que perduró hasta principios del XII.

### Contextos de creación

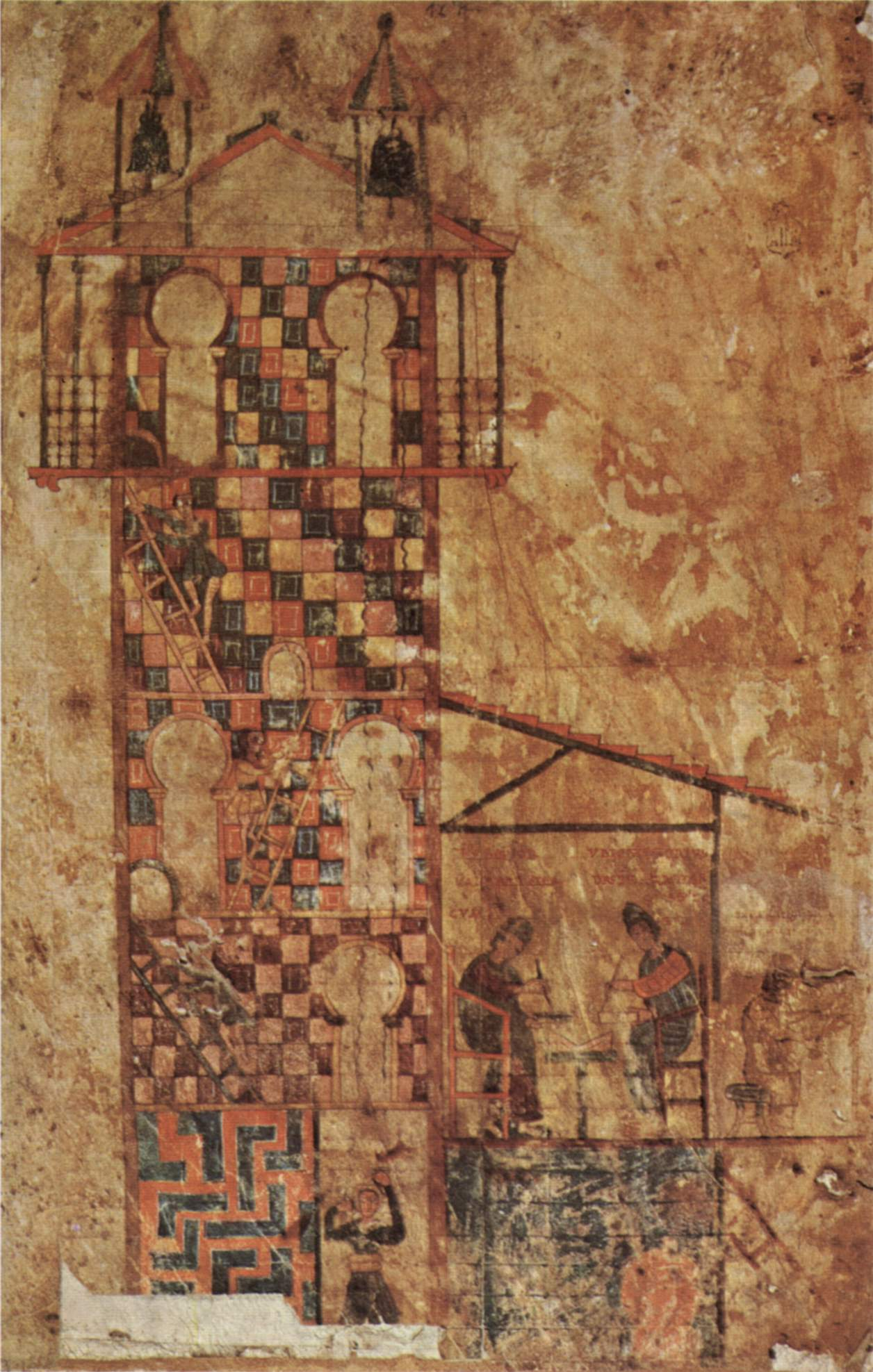
Beatus de Tábara, el scriptorium en una torre.

Los autores de estos manuscritos y su lugar de creación son relativamente conocidos en varios de ellos gracias a la frecuente presencia de un colofón. Casi todas estas obras fueron ejecutadas por un monje en un scriptorium monástico para un abad. Muy a menudo, el escriba está al mismo tiempo en el origen de las miniaturas. A veces la autora es una mujer, de un doble monasterio. A veces se representan en una de las miniaturas del manuscrito. Es el caso del Beato de Tábara en el que se representa el scriptorium dentro de una torre con el iluminador y el escribano acompañados de un ayudante. Entre los establecimientos más productivos se encuentran el Monasterio de San Salvador de Tábara, el de San Miguel d'Esacalada, al Monasterio de San Millán de la Cogolla y Albelda al este.

### Tipos de manuscritos

#### Biblias
Varias Biblias están decoradas en este momento. Uno de los manuscritos más antiguos de Leona es precisamente una biblia fechada en el año 920: contiene decoraciones típicas de la iluminación asturiana (cruz, laberinto, rosa de los vientos), pero sobre superficies muy grandes y en compañía de un gran número de representaciones humanas. Otra Biblia leonesa fechada en el 960 tiene aún más decoraciones, que alcanzan las 100 miniaturas solo en el Antiguo Testamento. Estas miniaturas están directamente inspiradas en una antigua biblia visigoda, hoy perdida. La biblia de 960 probablemente fue copiada de una biblia completada en 943 y también perdida. Otras cien Biblias inspiradas en este último modelo fueron copiadas en el norte de España hasta el XIII.

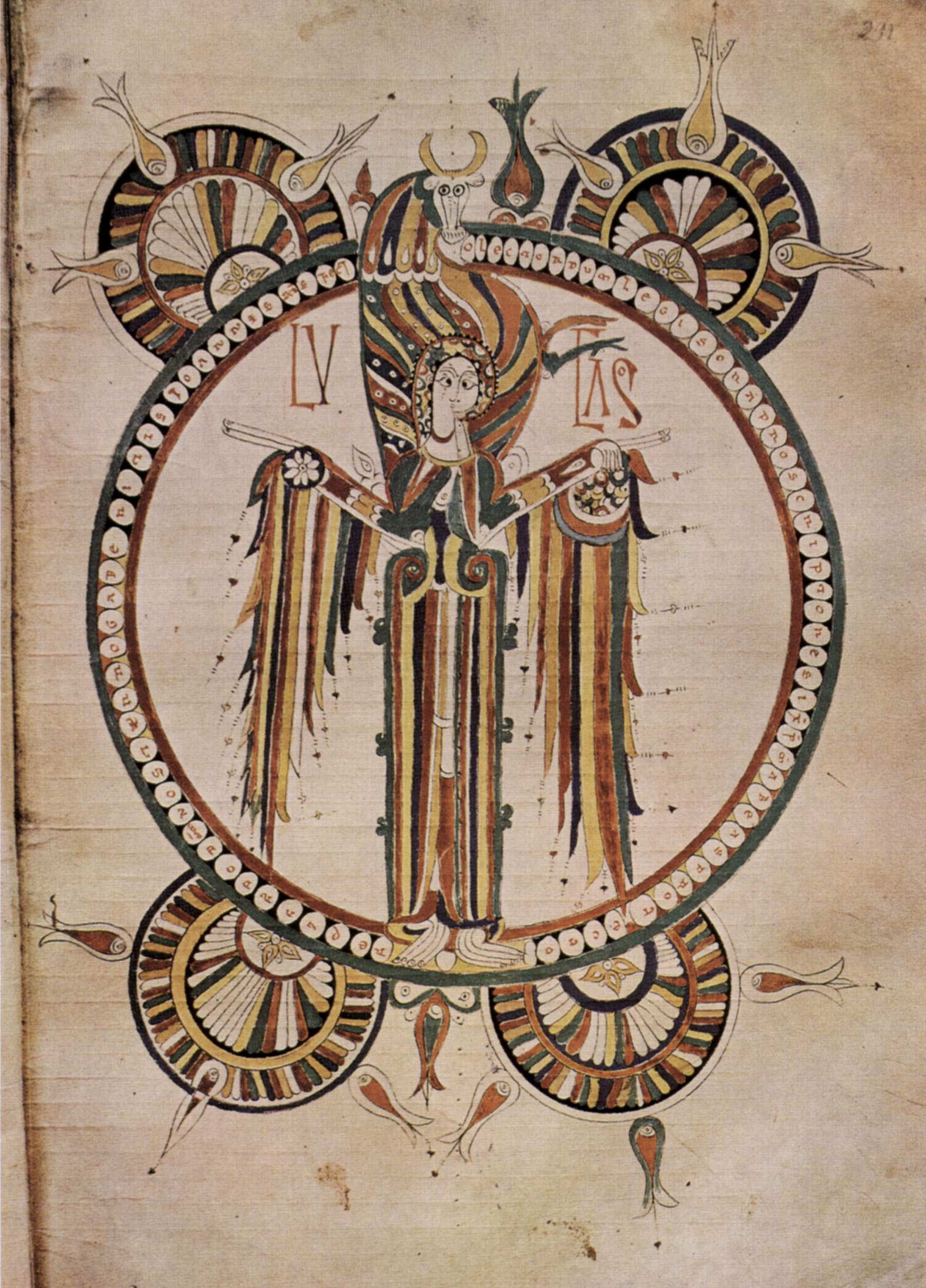
Bible de 920, saint Luc, f.211r
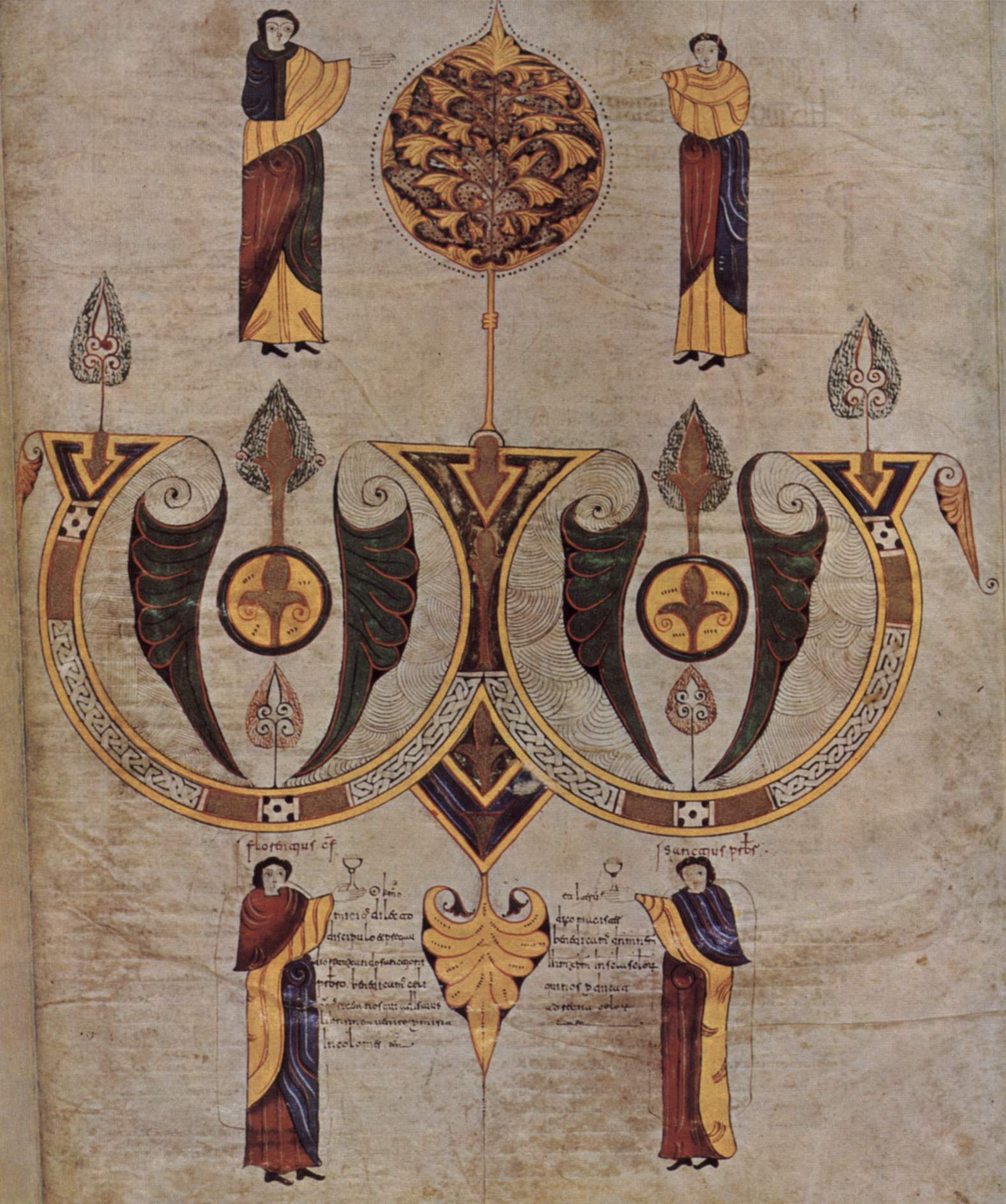
Biblia de 960, Oméga, f.50r

#### Los Beatos
El Comentario al Apocalipsis de Beato de Liébana contiene breves citas del Apocalipsis seguidas de interpretaciones, recopilando varias exégesis cristianas más antiguas. El libro del Apocalipsis poseía entonces una particular importancia en España. Su comentario, escrito por Beato, fue un gran éxito en los monasterios españoles y más de 20 manuscritos iluminados fueron copiados e iluminados entre los siglos X y XIII aún se conservan. Cada uno contiene o contenía alrededor de sesenta miniaturas, cada una de las cuales ilustra un pasaje del Libro de San Juan. El ciclo de la ilustración se establece probablemente a partir de la época de Beato de Liébana, durante el siglo VIII, pero el manuscrito más antiguo que se conserva, en fragmento, solo data de la segunda mitad del siglo (fragmento del Beato de Silos, biblioteca del monasterio de Santo Domingo). Sin embargo, el ciclo final probablemente se remonta al siglo siguiente, o 108 miniaturas en total, incluidas 68 para el texto del Apocalipsis.

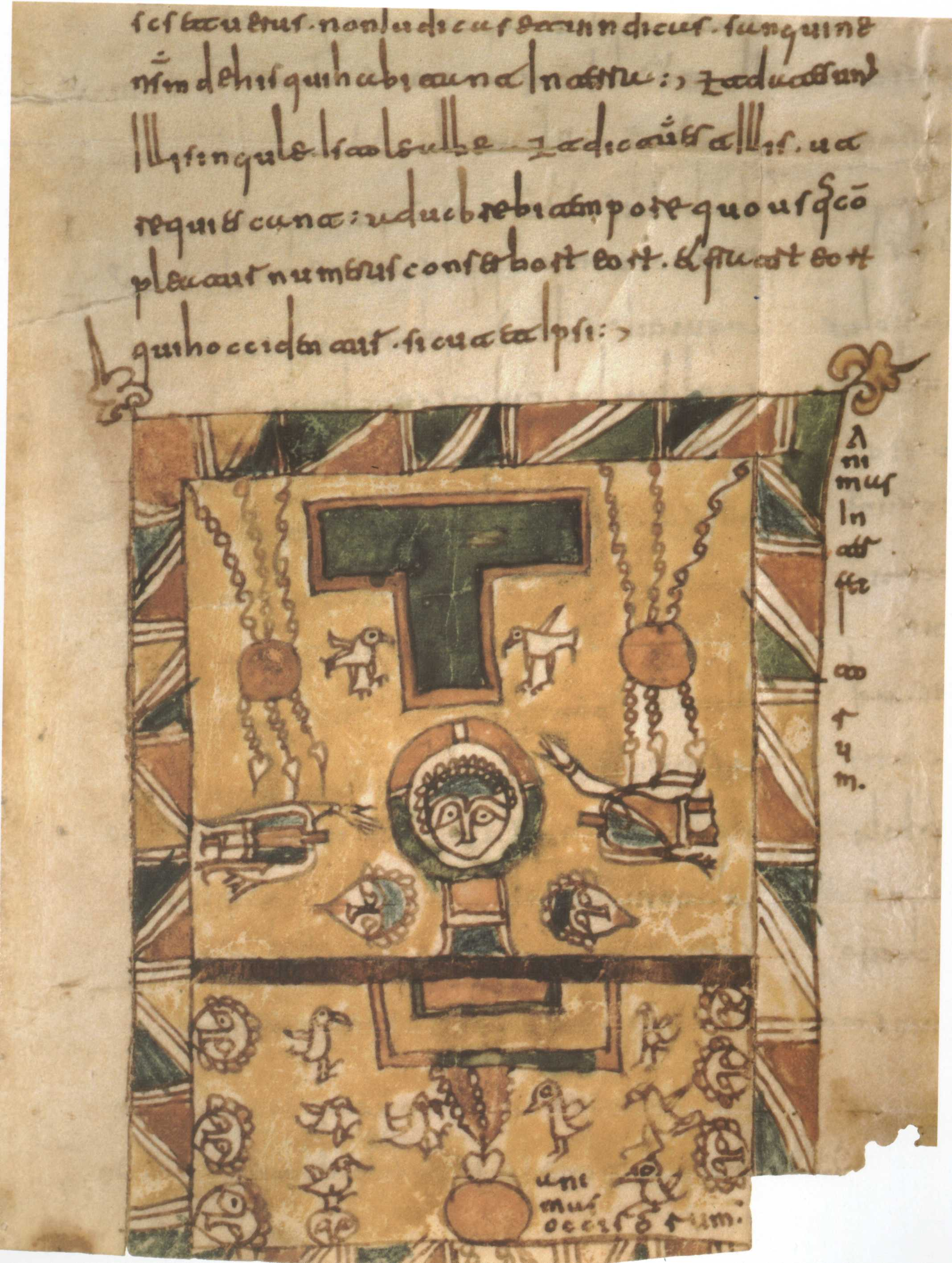
Fragment du beatus de Silos de Santo Domingo
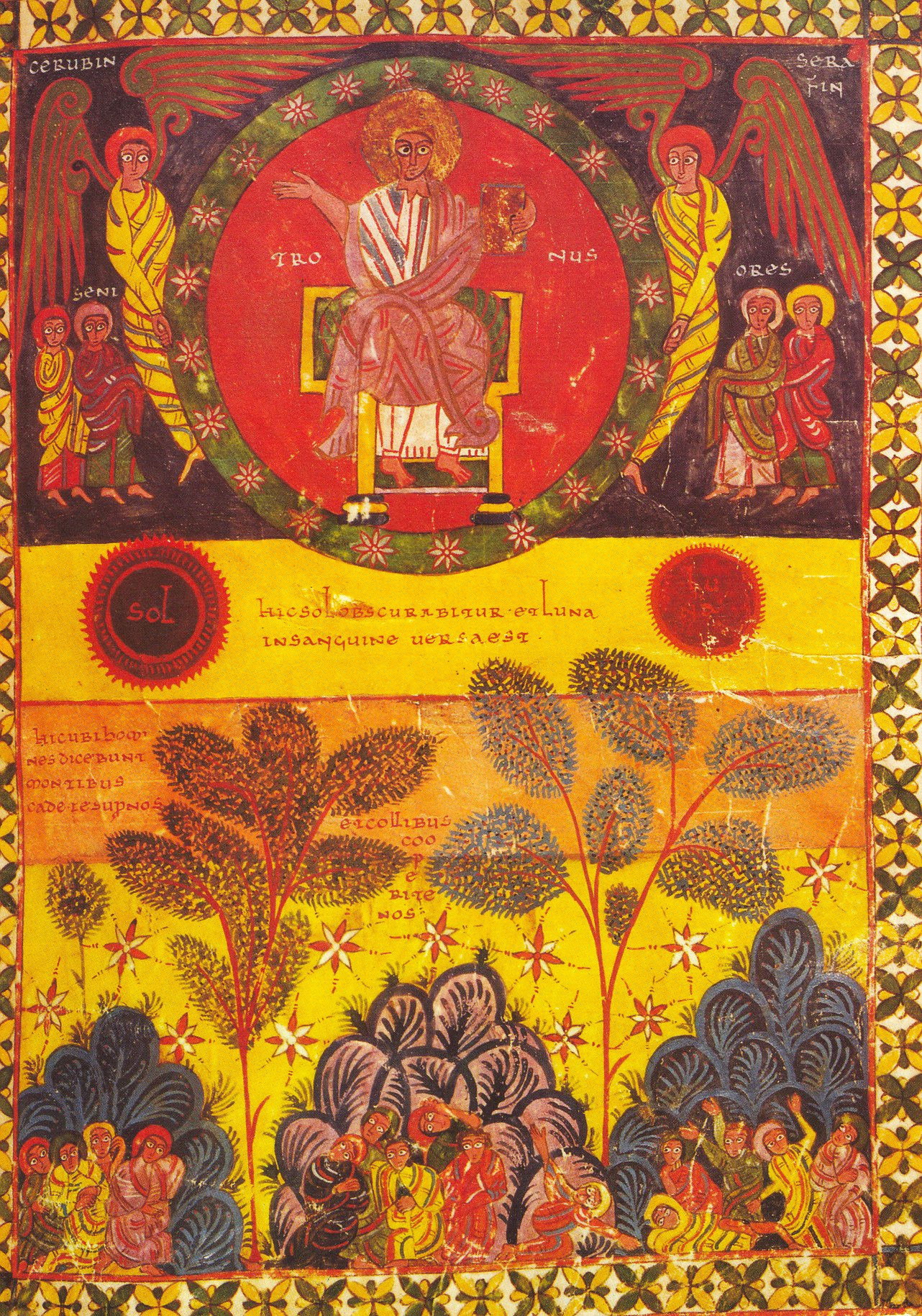
Beato de Morgan, le sixième sceau, vers 945.
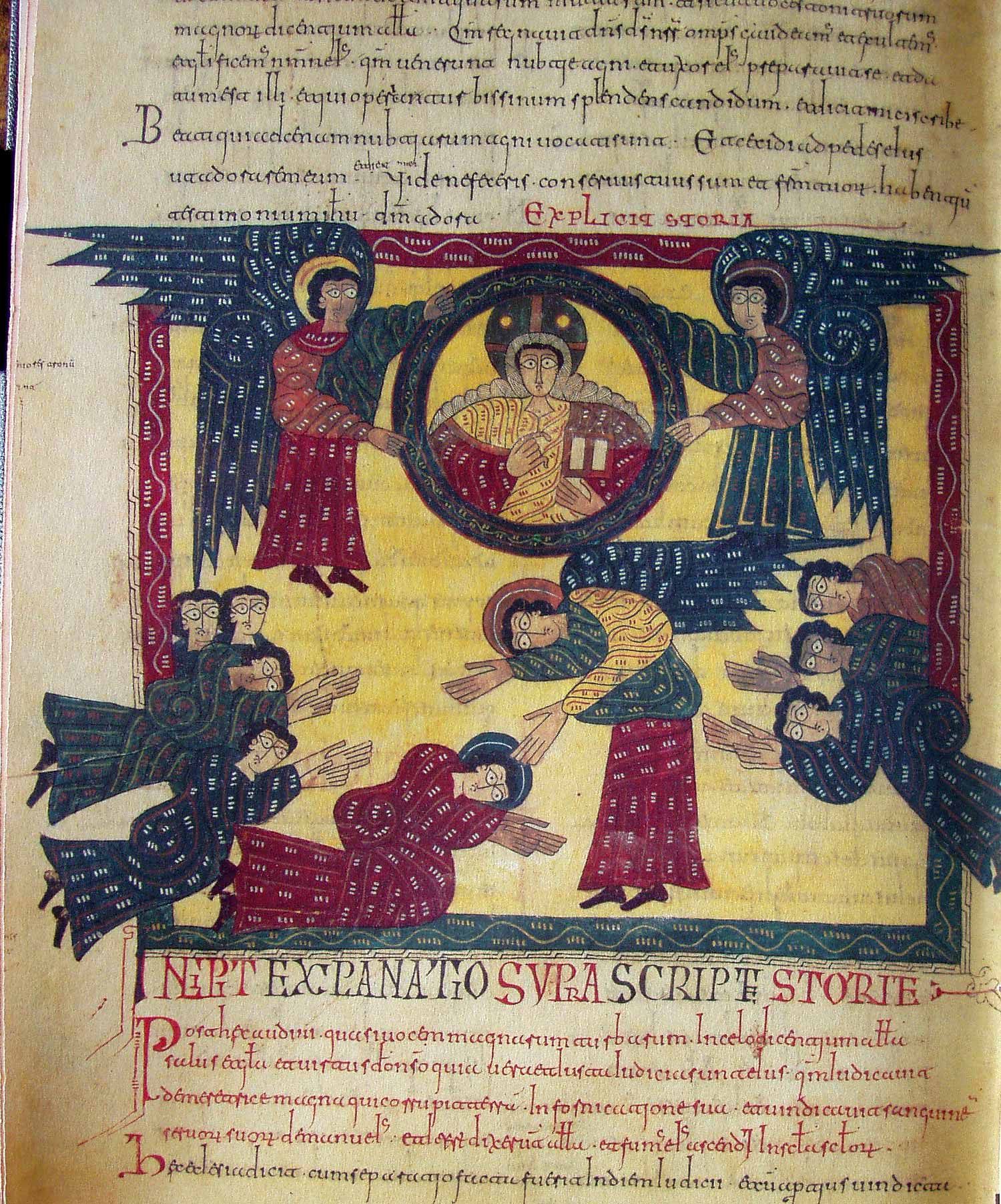
Beato de San Millán, début du XII

#### Otros tipos de manuscritos
Otro tipo de obras, más raras, recogen decoraciones similares. Es el caso de la Moral de Job, que había sido escrita por el Papa Gregorio Magno a petición de Leandro de Sevilla, hermano de Isidoro, y de la que se conserva una versión profusamente ilustrada en la Biblioteca Nacional de España. También se decoran varias colecciones de cánones conciliares, como el Códice Conciliar de Albelda (Escorial, d.1.2) o el Codex Aemaliensis (Escorial, d.1.1). Por otro lado, hay muy pocos manuscritos litúrgicos encargados por aristócratas: hay que esperar, por ejemplo, al libro de oraciones de Fernando y Sancha a mediados del XI XI siglo pero cuyo contenido ya está fuertemente influido por la iluminación románica.

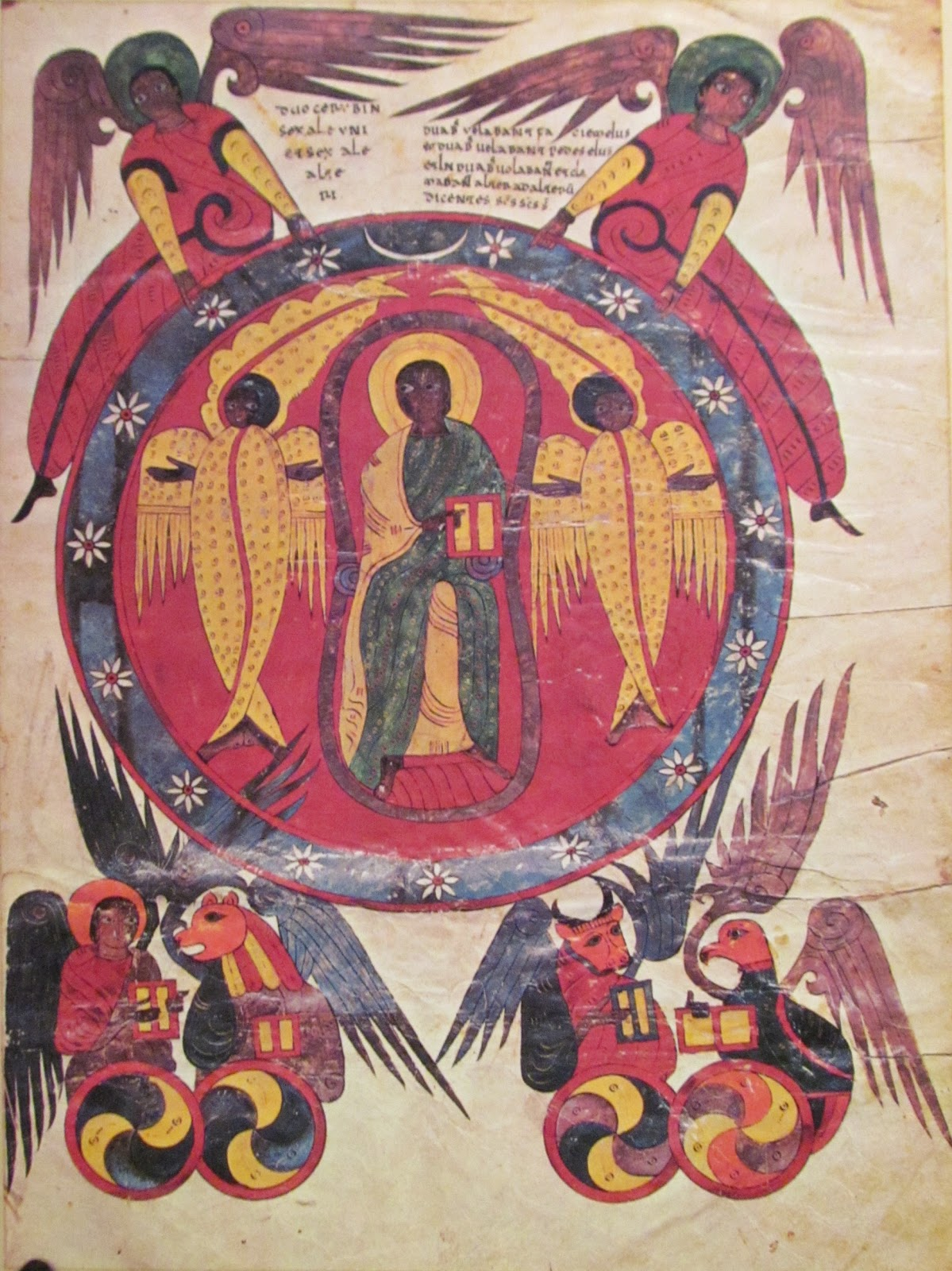
Moralia in Job de 945, BNE, cod.80
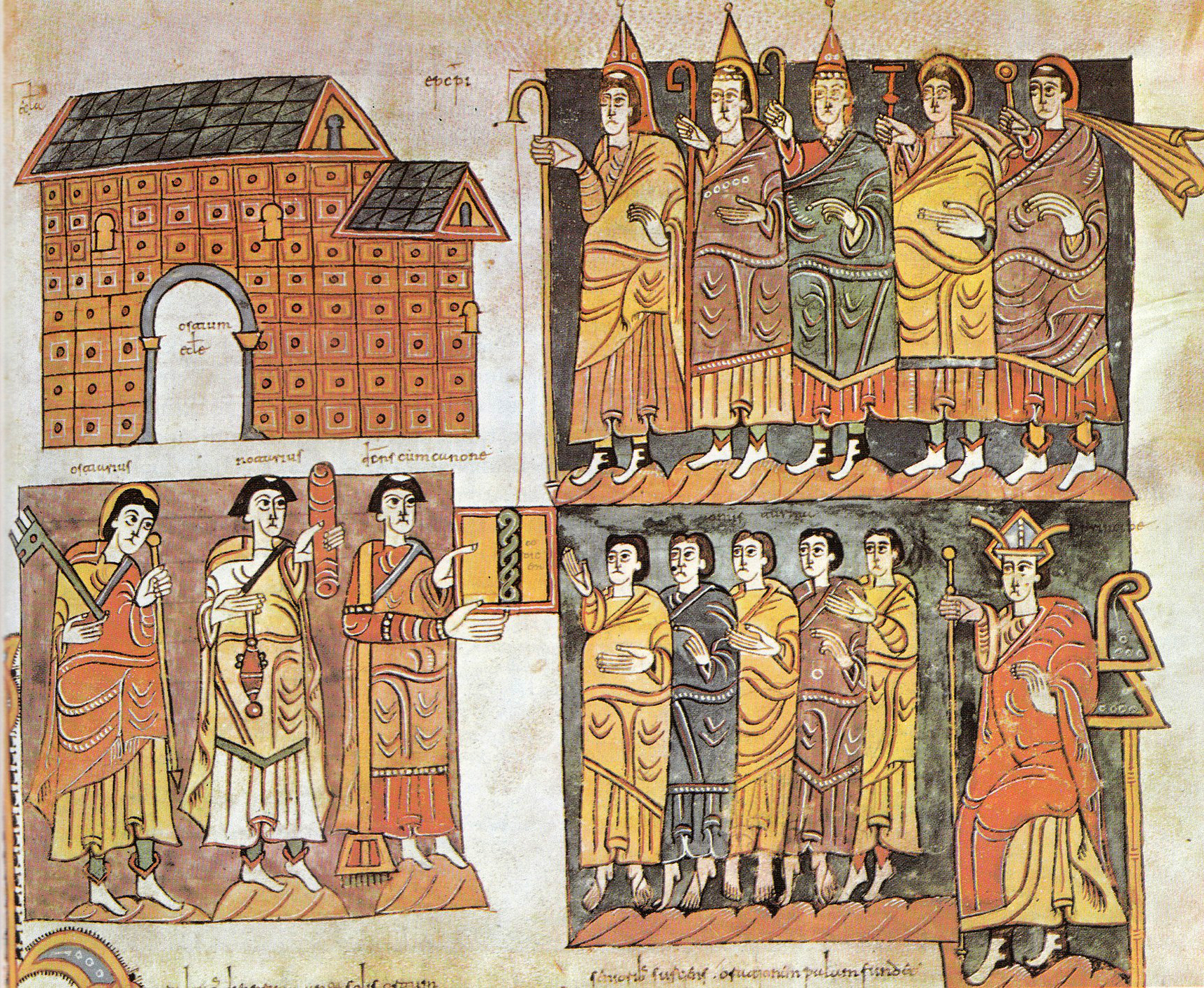
Códice albeldense

### Características
La pintura leonesa privilegia las miniaturas a toda página, incluso a doble página. Utilizan con mucha frecuencia colores muy vivos en grandes superficies planas. Según Williams, este uso del color puede provenir de modelos provenientes de la iluminación insular, pero también de la iluminación merovingia y carolingia.

#### La representación humana
A diferencia de épocas anteriores, la representación humana se convierte en un elemento central de la iluminación española. Sin embargo, a diferencia de la iluminación antigua, no hay búsqueda de realismo o plasticidad en estas figuras humanas: son todos planos, sin relieve, dando simplemente un ancho y un alto pero sin espesor ni sombra. Se dibujan con una línea pero con muchos colores. Del mismo modo, el espacio en el que se ubican tampoco presenta ninguna representación de profundidad. Es por el contrario geométrico, a veces inscrito en un círculo y muchas veces se limita a representaciones de bandas de colores vivos.

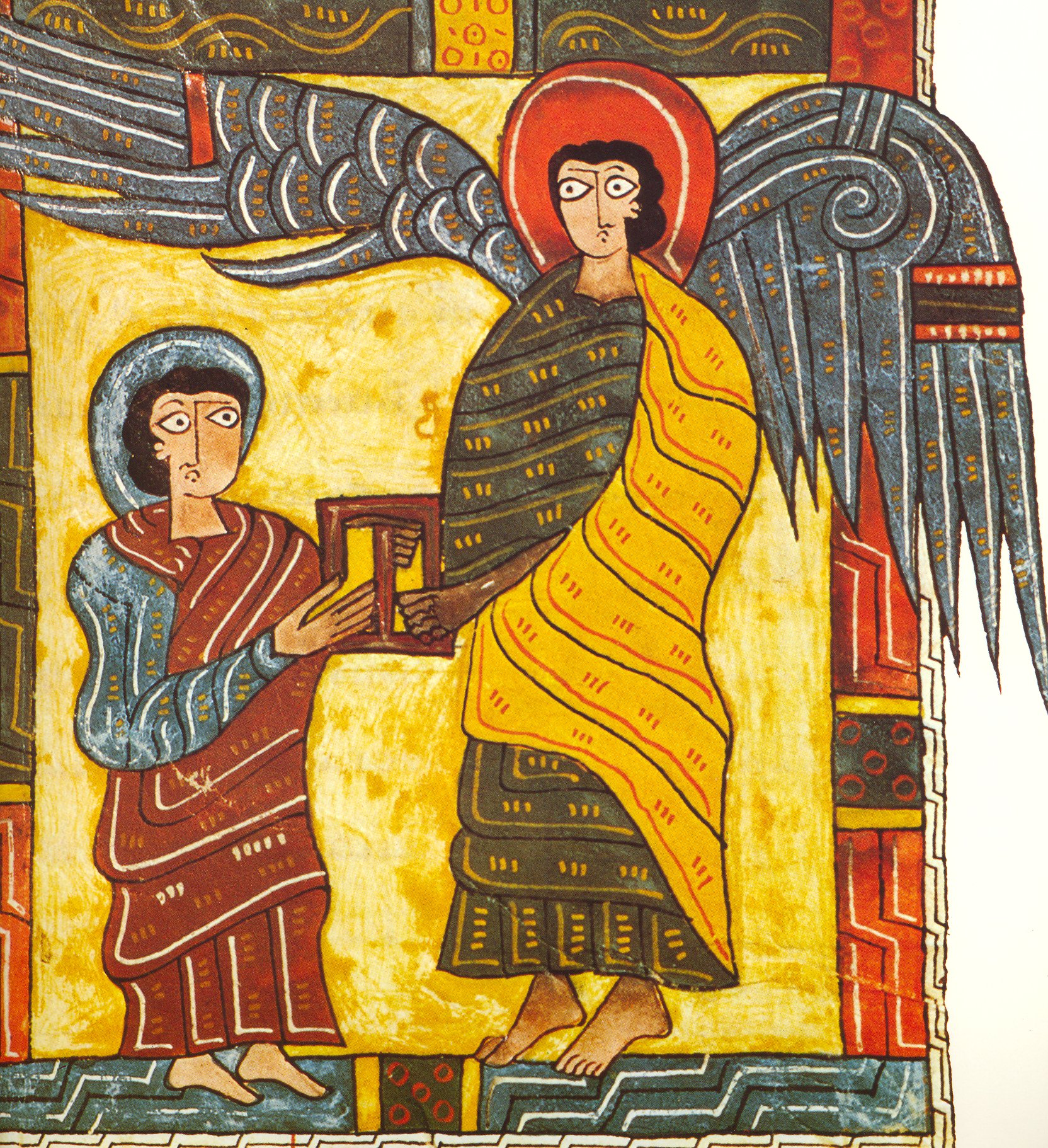
Beato de El Escorial, f.29
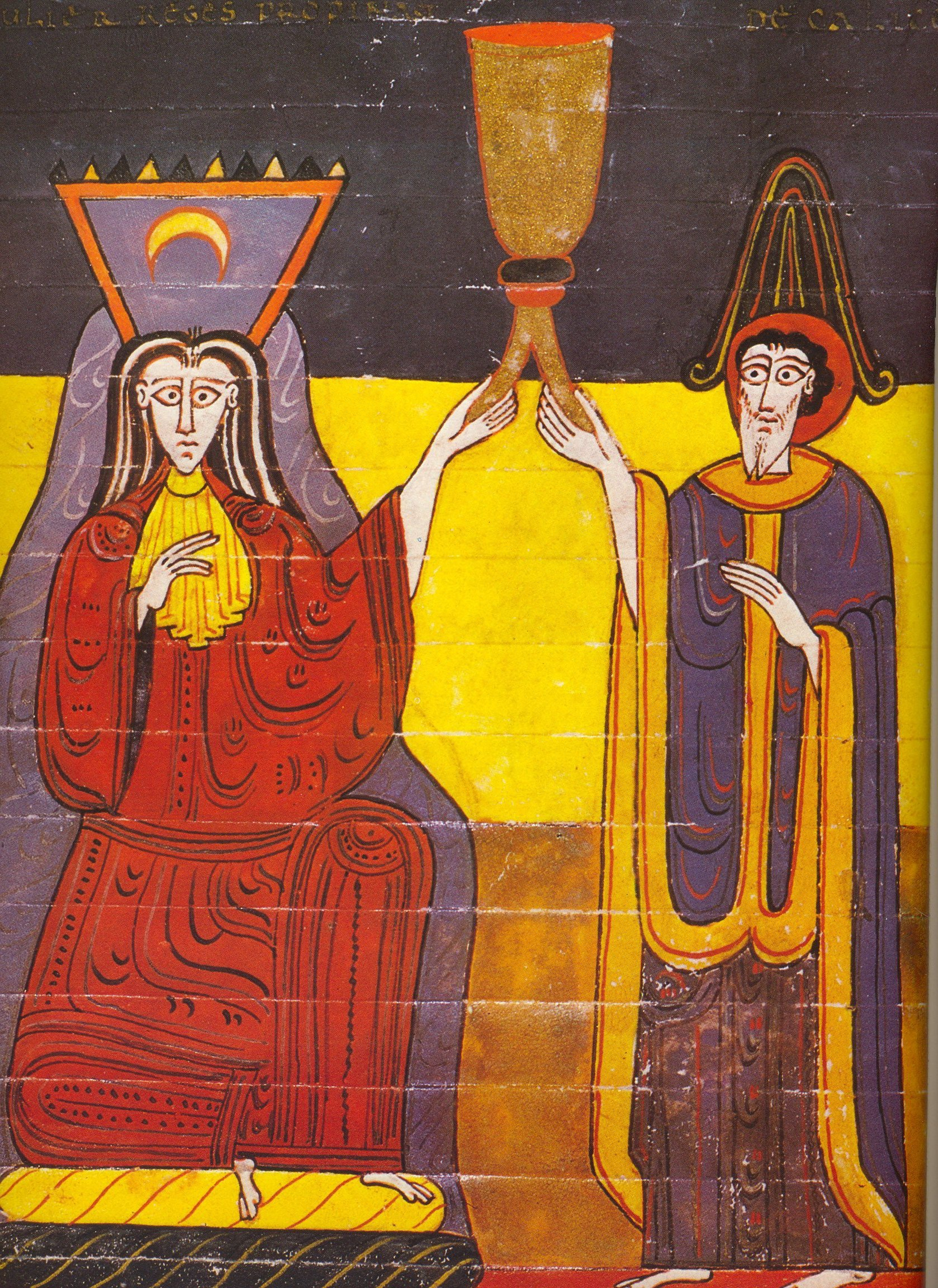
Beato de Fernando I y doña Sancha, f.224v

A partir de la década de 940, los manuscritos del norte de España también se vieron particularmente influenciados, aunque tardíamente, por la iluminación de libros carolingios. Dentro de las figuras humanas, retoman el uso de drapeados, que reflejan mejor las distintas partes del cuerpo, pero sin dar la ilusión de profundidad.

#### Otras decoraciones y patrones
Otros motivos están tomados de la iluminación carolingia: esta es la decoración de las iniciales, en forma de paneles entrelazados y nudos.
También se toman varios motivos del arte islámico en general, sin hacer referencia a un eventual enemigo en la iconografía que los utiliza. Son las palmetas partidas (como en el Omega de la Biblia del 960), el arco de herradura, la representación del pavo real.

## La transición a la iluminación románica
Durante el reinado de Fernando I de León, el movimiento de reconquista se aceleró y consiguió someter a varios pueblos musulmanes a los que exigió tributo. Este dinero se invierte en particular en la creación de nuevos monasterios o en su reforma y se dirige por ello hacia la abadía de Cluny. Este acercamiento a la poderosa congregación francesa hizo que se importara a España el nuevo estilo de iluminación románica, diametralmente opuesto al estilo leonés. El énfasis ya no está en el color sino en la línea. Este desarrollo se puede encontrar en el libro de oraciones de Fernando y Sancha que data de 1045. El Beato de Osma (1086) también está ya muy marcado por el nuevo estilo, especialmente en el drapeado de las figuras. El Beato de Silos, completado en 1109, es el último gran manuscrito que todavía evoca el estilo nativo español.

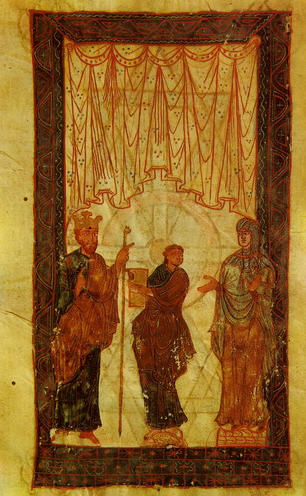
Libro de Horas de Fernando I y Sancha, frontispice
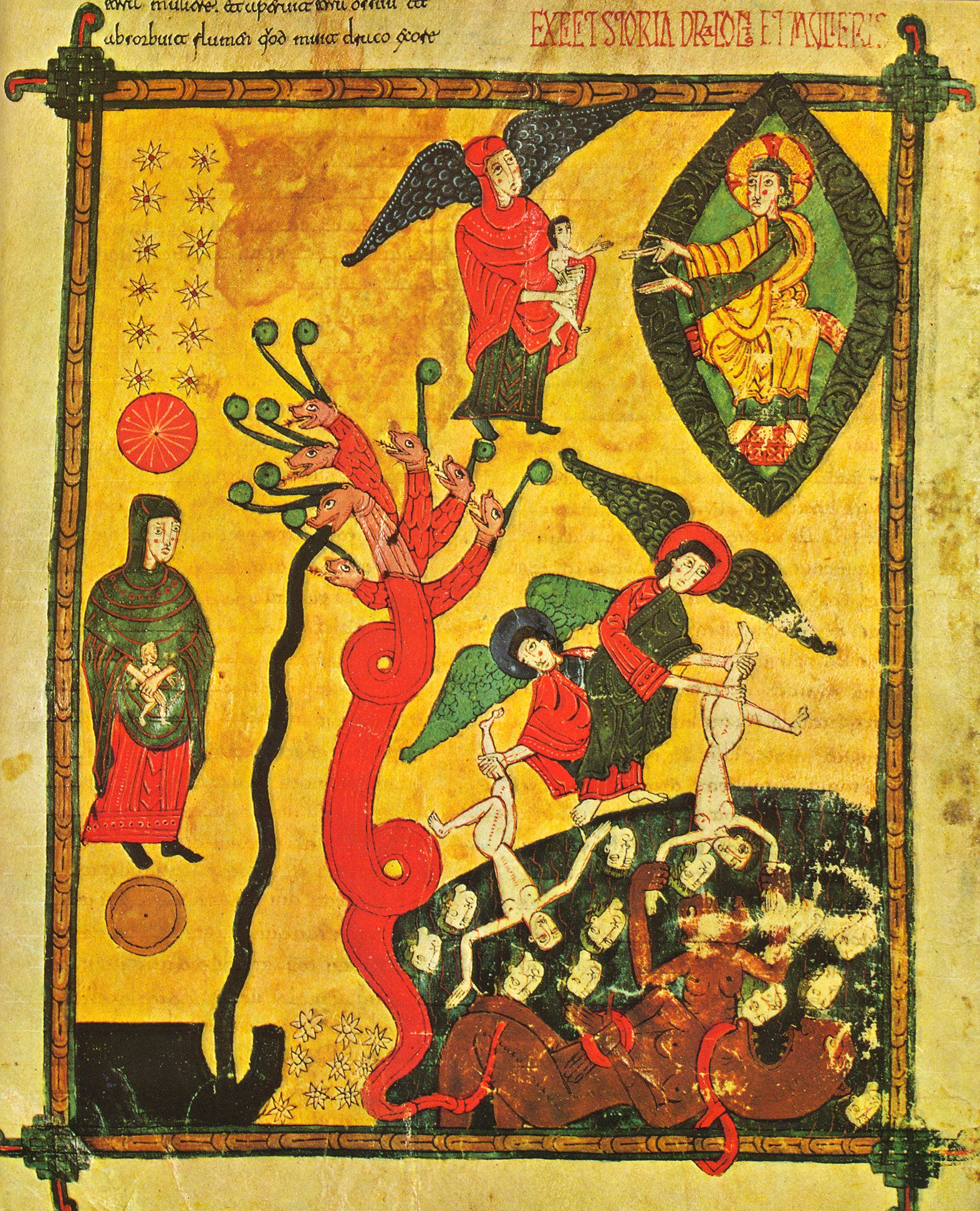
Beato de Osma, f.117v.